# Erdoğan Atalay
Erdogan Atalay (* 22. září 1966 Hannover, Dolní Sasko) je německý herec, scenárista a producent. Proslavil se především jako vrchní komisař Semir Gerkhan v seriálu Kobra 11.

## Herecká kariéra
Poprvé se k herectví dostal přes hru Mohu s Vámi pracovat? Jeho skutečná první role bylo ztvárnění vedlejší postavy (ducha kouzelné lampy) v představení Aladin und die Wunderlampe v Staatstheater Hannover. Tuto roli získal v 18 letech, protože jako syn tureckého otce má turecké rysy.
V roce 1987 začal Erdoğan Atalay studovat herectví na Hochschule für Musik und Theater im Hamburg. V průběhu studia a po jeho skončení se dostal k dalším menším rolím v divadelních představeních Einsatz für Lobeck, Doppelter Einsatz, Die Wache a Der Clown.
V roce 1995 vyhrál konkurs na vrchního komisaře Semira Gerkhana v německém seriálu Kobra 11. Zde se velice proslavil.
V roce 1996 nastává zásadní okamžik jeho kariéry a to získáním role komisaře Semira Gerkhana v seriálu Kobra 11, před ním byl v seriálu Rainer Strecker jako vrchní komisař Ingo Fischer. Jeho parťáky v seriálu byli postupně Johannes Brandrup jako vrchní komisař Frank Stolte, Mark Keller jako vrchní komisař André Fux, René Steinke jako vrchní komisař Tom Kranich, Christian Oliver jako komisař Jan Richter, poté opět René Steinke jako Tom Kranich, potom je jeho kolegou Gedeon Burkhard jako vrchní komisař Chris Ritter, který své účinkování v seriálu Kobra 11 ukončil a místo něj jako nový parťák Semira vystupoval Tom Beck jako vrchní komisař Ben Jäger, který také účinkování ukončil, místo Bena nastoupil nový parťák Vinzenz Kiefer jako vrchní komisař Alex Brandt. Toho v roce 2016 nahradil Daniel Roesner jako vrchní komisař Paul Renner a na závěrečnou sérii dostal Semir parťačku Piu Stutzensteinovou jako vrchní komisařku Vicky Reisingerovou. V současnosti je Erdoğan Atalay nejdéle hrajícím hercem v seriálu Kobra 11 (hraje v něm od 3. epizody 1. série). V roce 2001 hrál i v seriálu Kobra 11: Nasazení týmu 2 v pilotním díle Most smrti.
Ve filmu Hammer und Hart si zahrál s Reném Steinkem, Gottfriedem Vollmerem a Hendrikem Durynem.
V roce 2005 publikoval povídku (Die Türkei ist da oben) v německo-turecké antologii Was lebst du?.
Na jaře 2012 si se svou dcerou Amirou Pollmann zahrál v seriálu televize ZDF SOKO 5113 v epizodě Pro moji dceru. Dcera Amira Pollmann hraje po boku svého otce i jeho seriálovou dceru Aydu v seriálu Kobra 11
Od roku 2016 je producent seriálu Kobra 11.

## Osobní život
Jeho otcem je turecký herec a jeho matkou je Němka. Erdoğan Atalay nemluví turecky. Se sestrou vyrůstali v Berenbostelu. Navštěvoval základní školu v Garbsenu, kde byl členem dramatického kroužku. 11 let žil s herečkou Astrid Ann Marie Pollmann (* 6. února 1968). 22. listopadu 2002 se jim narodila dcera Amira Pauleta Melisande. 13. srpna 2004 se Erdoğan s Ann Marie oženil, svatba se konala v Berlíně. V březnu roku 2010 bylo oficiálně oznámeno, že se pár v roce 2009 po 11 letech rozešel a po 5 letech manželství rozvedl. Žil s hereckou agentkou Katjou Ohneck (* 8. července 1975). 9. července 2012 se jim narodil syn Maris. Erdoğan Atalay se s Katjou Ohneck oženil. Civilní svatba se konala 28. září 2017 na radnici v Heidelbergu. Církevní svatba se konala 30. září téhož roku na zámku v Heidelbergu. 28. května 2018 se jim narodila dcera Matilda.
Žije střídavě v Berlíně a Kolíně nad Rýnem.[kdy?] Jeho mateřským jazykem je němčina. Také mluví trochu lépe anglicky. Momentálně bydlí kousek od města Hamburk
Ze sportů a hobby provozuje: potápění, jízdu na koni, šerm, seskoky s padákem, kickbox, bojové umění a sebeobranu, rád také jezdí na kolečkových bruslích.
V roce 2007 se stal kmotrem projektu pomoci postiženým v Černobylské oblasti, dále je kmotrem projektu Archa, který bojuje proti chudobě dětí. Angažuje se v projektu „Celé Německo čte dětem“ a mnoha dalších.

## Filmografie
- 1990: Musik groschenweise
- 1992: Diese Drombuschs (epizoda: Der Makel)
- 1994: Doppelter Einsatz (epizoda: Wechselgeld)
- 1994: Die Wache (epizoda: Kleine Gefälligkeit)
- 1995: Einsatz für Lohbeck (epizoda: Frisches Fleisch)
- 1995–2020: Kobra 11
- 1997: Sperling und der falsche Freund
- 1998: Klaun (Der Clown)
- 1999: Sperling (epizoda: Sperling und der falsche Freund)
- 2000: Nová šance, nový život (Liebe Pur)
- 2000: Maximum Speed – Renn' um dein Leben!
- 2000: Smrt in-line (Maximum Speed – Renn' um dein Leben!)
- 2001: Kobra 11: Nasazení týmu 2
- 2002: Ali a baba – scénář
- 2006: Hammer und Hart
- 2010: C.I.S. – Chaoten im Sondereinsatz
- 2011: Geister all inclusive
- 2012: SOKO 5113 (epizoda: Pro moji dceru)
- 2012: Cindy aus Marzahn und die jungen Wilden
- 2013: Kriminálka Istanbul Mordkommission Istanbul
- 2015: Macho Man
- 2016: SOKO Stuttgart (Fluch des Geldes)
- 2018: Asphaltgorillas
- 2019–2020: Martina Hill show
- Od 2021: Kobra 11 (eventfilm)
- 2022: Blutige Anfänger (Monsterjagd)
- 2022: Blutige Anfänger (Sündenfall)
- 2025: Bez trenek

## Dabing
- 1999: Hinter Gittern – Der Frauenknast
- 2008: Alarm für Cobra 11 – Burning Wheels (hra)
- 2009: Alarm für Cobra 11 – Highway Nights (hra)
- 2010: Alarm für Cobra 11 – Das Syndikat (hra)
- 2012: Alarm für Cobra 11 – Undercover (hra)

## Scénář
- 1999: Kobra 11 (epizoda Mat)
- 2002: Ali a Baba

## Producent
- Od 2016: Kobra 11